# Iglesia de San Andrés (Segovia)
La iglesia de San Andrés es un templo católico de la ciudad española de Segovia.

## Descripción
Se ubica en la ciudad de Segovia, en la plazuela de la Merced. Antaño existió en esta misma plaza el convento de Nuestra Señora de la Merced, fundado en 1367. La iglesia está situada en el lado oeste de la plazuela y, aunque sometida a alteraciones, todavía conserva de su primitivo estilo románico dos ábsides, con ventanas de medio punto, columnas, capiteles, canecillos y molduras bizantinas. Cuenta con una torre de tres cuerpos, enlucida y con chapitel, agudo y empizarrado reconstruido en 1943.[cita requerida] La portada norte es la primitiva. La portada sur tiene una estatua del santo titular.
El interior tiene tres naves, la central es la original mientras que las laterales se anexaron a la iglesia desapareciendo los atrios.[cita requerida] El retablo mayor consta de dos cuerpos, ocupando el centro estatuas y los lados cuadros, pintados por el segoviano Alonso de Herrera, además de albergar imágenes  del santo titular y del Salvador del escultor Gregorio Fernández. También contendría el altar del derruido convento contiguo de Mercedarios e imágenes del Hospital de Peregrinos.[cita requerida] Esculturas de Nuestra Señora de las Mercedes, san Ramón y san Pedro Nolasco.